# Persone di nome Philipp
| Questa pagina contiene informazioni ricavate automaticamente dalle voci biografiche con l'ausilio del template Bio e di un bot. L'aggiornamento è periodico e automatico e ricostruisce completamente la pagina. Se manca una persona in questa lista, sei pregato di non aggiungerla, ma accertati piuttosto che la sua voce biografica contenga il template Bio e che i dati anagrafici siano correttamente compilati. Se il template Bio manca, inseriscilo tu stesso o, in alternativa, metti l'avviso {{tmp\|Bio}} che ne segnala la mancanza. Se i dati riportati sono sbagliati, correggi direttamente la voce biografica; le modifiche saranno visibili in questa lista entro pochi giorni. Per chiarimenti vedi il progetto antroponimi. La lista contiene solo le 168 persone che sono citate nell'enciclopedia e per le quali è stato implementato correttamente il template Bio. Pagina aggiornata al 16 ott 2024. |

Questa è una lista di persone presenti nell'enciclopedia che hanno il prenome Philipp, suddivise per attività principale.

## Allenatori di calcio(2)
- Philipp Laux, allenatore di calcio e ex calciatore tedesco (Rastatt, n. 1973)
- Philipp Riese, allenatore di calcio e ex calciatore tedesco (Meuselwitz, n. 1989)

## Allenatori di sci alpino(1)
- Philipp Meysel, allenatore di sci alpino e ex sciatore alpino tedesco (n. 1984)

## Anatomisti(2)
- Wilhelm von Henke, anatomista tedesco (Jena, n. 1834 - Tubinga, † 1896)
- Philipp Friedrich Theodor Meckel, anatomista e chirurgo tedesco (Berlino, n. 1755 - Halle, † 1803)

## Antiquari(1)
- Philipp von Stosch, antiquario prussiano (Küstrin, n. 1691 - Firenze, † 1757)

## Archeologi(1)
- Philipp Daniel Lippert, archeologo e illustratore tedesco (Meißen, n. 1702 - Dresda, † 1785)

## Arcivescovi cattolici(1)
- Philipp Karl von Eltz, arcivescovo cattolico tedesco (Burg Kempenich, n. 1665 - Magonza, † 1743)

## Attori(3)
- Philipp Hochmair, attore e cantante austriaco (Vienna, n. 1973)
- Philipp Moog, attore e doppiatore tedesco (Monaco di Baviera, n. 1961)
- Philipp Sonntag, attore, regista e sceneggiatore tedesco (Cieplice Śląskie-Zdrój, n. 1941)

## Banchieri(1)
- Moritz von Bethmann, banchiere tedesco (Francoforte sul Meno, n. 1811 - Francoforte sul Meno, † 1877)

## Batteristi(1)
- Phil Mer, batterista e compositore italiano (Vipiteno, n. 1982)

## Biatleti(2)
- Philipp Horn, biatleta tedesco (Arnstadt, n. 1994)
- Philipp Nawrath, biatleta tedesco (Füssen, n. 1993)

## Bobbisti(1)
- Philipp Wobeto, bobbista e velocista tedesco (n. 1991)

## Botanici(4)
- Philipp Gottfried Gaertner, botanico e farmacista tedesco (Hanau, n. 1754 - Hanau, † 1825)
- Philipp Friedrich Gmelin, botanico e chimico tedesco (Tubinga, n. 1721 - Tubinga, † 1768)
- Philipp Maximilian Opiz, botanico ceco (Čáslav, n. 1787 - Praga, † 1858)
- Philipp Wilhelm Wirtgen, botanico tedesco (Neuwied, n. 1806 - Coblenza, † 1870)

## Calciatori(36)
- Philipp Bargfrede, ex calciatore tedesco (Zeven, n. 1989)
- Philipp Beck, ex calciatore liechtensteinese (n. 1972)
- Philipp Degen, ex calciatore svizzero (Hölstein, n. 1983)
- Philipp Erhardt, calciatore austriaco (n. 1993)
- Philipp Förster, calciatore tedesco (Bretten, n. 1995)
- Philipp Gassner, calciatore liechtensteinese (n. 2003)
- Philipp Haastrup, ex calciatore tedesco (Münster, n. 1982)
- Philipp Heerwagen, ex calciatore tedesco (Kelheim, n. 1983)
- Philipp Hofmann, calciatore tedesco (Arnsberg, n. 1993)
- Philipp Hosiner, calciatore austriaco (Eisenstadt, n. 1989)
- Philipp Huspek, calciatore austriaco (Grieskirchen, n. 1991)
- Philipp Klement, calciatore tedesco (Ludwigshafen am Rhein, n. 1992)
- Philipp Klingmann, ex calciatore tedesco (Heidelberg, n. 1988)
- Philipp Köhn, calciatore svizzero (Dinslaken, n. 1998)
- Philipp Kühn, calciatore tedesco (Beckum, n. 1992)
- Philipp Lahm, ex calciatore tedesco (Monaco di Baviera, n. 1983)
- Philipp Lienhart, calciatore austriaco (Lilienfeld, n. 1996)
- Philipp Malicsek, calciatore austriaco (Vienna, n. 1997)
- Philipp Max, calciatore tedesco (Viersen, n. 1993)
- Philipp Muntwiler, ex calciatore svizzero (Bazenheid, n. 1987)
- Philipp Nauß, calciatore austriaco (Vienna, n. 1881 - † 1958)
- Philipp Netzer, ex calciatore austriaco (Bregenz, n. 1985)
- Philipp Ochs, calciatore tedesco (Wertheim, n. 1997)
- Philipp Ospelt, calciatore liechtensteinese (Monaco di Baviera, n. 1992)
- Philipp Pentke, calciatore tedesco (Freiberg, n. 1985)
- Philipp Pomer, calciatore austriaco (Vienna, n. 1997)
- Philipp Posch, calciatore austriaco (Judenburg, n. 1994)
- Philipp Prosenik, ex calciatore austriaco (Vienna, n. 1993)
- Philipp Sander, calciatore tedesco (Rostock, n. 1998)
- Philipp Schmiedl, calciatore austriaco (Antau, n. 1997)
- Philipp Schobesberger, calciatore austriaco (Linz, n. 1993)
- Phillip Tietz, calciatore tedesco (Braunschweig, n. 1997)
- Philipp Wiesinger, calciatore austriaco (Salisburgo, n. 1994)
- Philipp Wollscheid, ex calciatore tedesco (Wadern, n. 1989)
- Philipp Ziereis, calciatore tedesco (Schwarzhofen, n. 1993)
- Philipp Zulechner, ex calciatore austriaco (Vienna, n. 1990)

## Canottieri(1)
- Philipp Wende, canottiere tedesco (Wurzen, n. 1985)

## Cantanti(1)
- Philipp Poisel, cantante, chitarrista e percussionista tedesco (Ludwigsburg, n. 1983)

## Cardinali(3)
- Filippo Guglielmo di Baviera, cardinale tedesco (Monaco di Baviera, n. 1576 - Dachau, † 1598)
- Philipp Krementz, cardinale e arcivescovo cattolico tedesco (Coblenza, n. 1819 - Colonia, † 1899)
- Philipp Ludwig von Sinzendorf, cardinale austriaco (Parigi, n. 1699 - Breslavia, † 1747)

## Cartografi(1)
- Filippo Apiano, cartografo tedesco (Ingolstadt, n. 1531 - Tubinga, † 1589)

## Cestisti(4)
- Philipp Hartwich, cestista tedesco (Colonia, n. 1995)
- Philipp Herkenhoff, cestista tedesco (Mettingen, n. 1999)
- Philipp Neumann, ex cestista tedesco (Colonia, n. 1992)
- Philipp Schwethelm, ex cestista tedesco (Engelskirchen, n. 1989)

## Chimici(1)
- Philipp Lorenz Geiger, chimico, farmacista e antropologo tedesco (Freinsheim, n. 1785 - Heidelberg, † 1836)

## Chirurghi(1)
- Philipp Franz von Walther, chirurgo e oculista tedesco (Burrweiler, n. 1782 - Monaco di Baviera, † 1849)

## Ciclisti su strada(2)
- Philipp Hilbert, ciclista su strada tedesco (Frankenthal, n. 1911 - Frankenthal, † 1992)
- Philipp Walsleben, ex ciclista su strada e ciclocrossista tedesco (Potsdam, n. 1987)

## Combinatisti nordici(1)
- Philipp Orter, combinatista nordico austriaco (Rottenmann, n. 1994)

## Compositori(4)
- Philipp Heinrich Erlebach, compositore tedesco (Esens, n. 1657 - Rudolstadt, † 1714)
- Philipp Jarnach, compositore e direttore d'orchestra tedesco (Noisy-le-Sec, n. 1892 - Börnsen, † 1982)
- Philipp Jakob Riotte, compositore tedesco (Sankt Wendel, n. 1776 - Vienna, † 1856)
- Friedrich Silcher, compositore tedesco (Schnait, n. 1789 - Weinstadt, † 1860)

## Dermatologi(1)
- Philipp Josef Pick, dermatologo austriaco (Nové Město nad Metují, n. 1834 - Praga, † 1910)

## Diplomatici(3)
- Philipp zu Eulenburg, diplomatico tedesco (Königsberg, n. 1847 - castello di Liebenberg, Templin, † 1921)
- Philipp von Neumann, diplomatico e nobile austriaco (Bruxelles, n. 1781 - Bruxelles, † 1851)
- Philipp Josef von Orsini-Rosenberg, diplomatico e politico austriaco (Vienna, n. 1691 - Vienna, † 1765)

## Drammaturghi(1)
- Philipp Hafner, commediografo austriaco (Vienna, n. 1735 - † 1764)

## Entomologi(1)
- Philipp Christoph Zeller, entomologo tedesco (Steinheim an der Murr, n. 1808 - Stettino, † 1883)

## Esploratori(1)
- Philipp von Hutten, esploratore tedesco (Königshofen, n. 1505 - El Tocuyo, † 1546)

## Farmacisti(1)
- Philipp Bruch, farmacista e botanico tedesco (Zweibrücken, n. 1781 - † 1847)

## Filologi(2)
- Philipp August Becker, filologo tedesco (Mulhouse, n. 1862 - Lipsia, † 1947)
- Philipp Karl Buttmann, filologo classico tedesco (Francoforte sul Meno, n. 1764 - Berlino, † 1829)

## Filosofi(1)
- Philipp Horcher, filosofo e medico tedesco (Bernkastel-Kues)

## Fisici(3)
- Philipp Frank, fisico, matematico e filosofo austriaco (Vienna, n. 1884 - Cambridge, † 1966)
- Philipp von Lenard, fisico tedesco (Presburgo, n. 1862 - Messelhausen, † 1947)
- Emil Rupp, fisico tedesco (n. 1898 - † 1979)

## Fondisti(1)
- Philipp Marschall, ex fondista tedesco (Bad Salzungen, n. 1988)

## Funzionari(1)
- Philipp von Hörnigk, funzionario e economista tedesco (Francoforte sul Meno, n. 1640 - Vienna, † 1714)

## Generali(4)
- Philipp Grünne, generale austriaco (Vienna, n. 1833 - Dobersberg, † 1902)
- Philipp Kleffel, generale tedesco (Posen, n. 1887 - Coburgo, † 1964)
- Philipp Müller-Gebhard, generale tedesco (Heidelberg, n. 1889 - Ludwigsburg, † 1970)
- Philipp von Stadion und Thannhausen, generale austriaco (Kulmbach, n. 1799 - Vienna, † 1868)

## Ginnasti(2)
- Philipp Boy, ex ginnasta tedesco (Blumenhagen, n. 1987)
- Philipp Fürst, ginnasta tedesco (Ludwigshafen-Oppau, n. 1936 - † 2014)

## Giocatori di football americano(1)
- Philipp Haun, giocatore di football americano austriaco (Klosterneuburg, n. 1994)

## Giuristi(2)
- Philipp Heck, giurista tedesco (San Pietroburgo, n. 1858 - Tubinga, † 1943)
- Philipp Lotmar, giurista tedesco (Francoforte sul Meno, n. 1850 - Berna, † 1922)

## Hockeisti su ghiaccio(2)
- Philipp Kosta, hockeista su ghiaccio italiano (Brunico, n. 1991)
- Philipp Pircher, ex hockeista su ghiaccio italiano (Bolzano, n. 1988)

## Hockeisti su prato(1)
- Philipp Zeller, hockeista su prato tedesco (Monaco di Baviera, n. 1983)

## Incisori(1)
- Philipp Hieronymus Brinckmann, incisore e pittore tedesco (Spira, n. 1709 - Mannheim, † 1760)

## Magistrati(1)
- Philipp Franz Eberhard von Dalberg, giudice e religioso tedesco (Spira, n. 1635 - Worms, † 1693)

## Matematici(1)
- Philipp Ludwig von Seidel, matematico tedesco (Zweibrücken, n. 1821 - Monaco di Baviera, † 1896)

## Medici(3)
- Philipp Conrad Fabricius, medico e botanico tedesco (Butzbach, n. 1714 - Helmstedt, † 1774)
- Philipp Jakob Sachs, medico e naturalista tedesco (Breslavia, n. 1627 - Breslavia, † 1672)
- Philipp Franz von Siebold, medico e botanico tedesco (Würzburg, n. 1796 - Monaco di Baviera, † 1866)

## Nobili(3)
- Philipp Sigmund von Dietrichstein, nobile e politico austriaco (Vienna, n. 1651 - Vienna, † 1716)
- Philipp Hyazint von Lobkowicz, nobile ceco (Praga, n. 1680 - Vienna, † 1734)
- Philipp Ludwig Wenzel von Sinzendorf, nobile, politico e diplomatico austriaco (Vienna, n. 1671 - Vienna, † 1742)

## Ornitologi(1)
- Philipp Jakob Cretzschmar, ornitologo e zoologo tedesco (Sulzbach, n. 1786 - Francoforte sul Meno, † 1845)

## Pallanuotisti(1)
- Philipp Dotzer, pallanuotista tedesco (Norimberga, n. 1926)

## Pallavolisti(1)
- Philipp Collin, pallavolista tedesco (Neubrandenburg, n. 1990)

## Pastori protestanti(1)
- Philipp Nicolai, pastore protestante, poeta e compositore tedesco (Mengeringhausen, n. 1556 - Amburgo, † 1608)

## Piloti automobilistici(1)
- Philipp Eng, pilota automobilistico austriaco (n. 1990)

## Piloti motociclistici(2)
- Philipp Eitzinger, pilota motociclistico austriaco (Neukirchen an der Vöckla, n. 1990)
- Philipp Öttl, pilota motociclistico tedesco (Bad Reichenhall, n. 1996)

## Pittori(4)
- Philipp Bauknecht, pittore tedesco (Barcellona, n. 1844 - Davos, † 1933)
- Philipp Peter Roos, pittore tedesco (Sankt Goar, n. 1657 - Roma, † 1706)
- Philipp Otto Runge, pittore tedesco (Wolgast, n. 1777 - Amburgo, † 1810)
- Philipp Veit, pittore e scrittore tedesco (Berlino, n. 1793 - Magonza, † 1877)

## Poeti(2)
- Philipp Mainländer, poeta e filosofo tedesco (Offenbach am Main, n. 1841 - Offenbach am Main, † 1876)
- Philipp von Zesen, poeta e scrittore tedesco (Priorau, n. 1619 - Amburgo, † 1698)

## Politici(11)
- Philipp Achammer, politico italiano (Bressanone, n. 1985)
- Philipp Bouhler, politico e generale tedesco (Monaco di Baviera, n. 1899 - Dachau, † 1945)
- Philipp von Brunnow, politico russo (Dresda, n. 1797 - Darmstadt, † 1875)
- Philipp Etter, politico svizzero (Menzingen, n. 1891 - Berna, † 1977)
- Philipp Jenninger, politico tedesco (Rindelbach, n. 1932 - Stoccarda, † 2018)
- Philipp Wilhelm Jung, politico tedesco (Nieder-Flörsheim, n. 1884 - Worms, † 1965)
- Philipp Kutter, politico svizzero (Altstätten, n. 1975)
- Philipp Mißfelder, politico tedesco (Gelsenkirchen, n. 1979 - † 2015)
- Philipp Adolph von Münchhausen, politico tedesco (Steinburg, n. 1694 - Hannover, † 1762)
- Philipp Rösler, politico tedesco (Khanh Hoa, n. 1973)
- Philipp Scheidemann, politico tedesco (Kassel, n. 1865 - Copenaghen, † 1939)

## Presbiteri(1)
- Philipp Vielhauer, presbitero camerunese (Bali, n. 1914 - Bonn, † 1977)

## Registi(2)
- Philipp Pamer, regista e sceneggiatore italiano (Merano, n. 1985)
- Philipp Stölzl, regista, sceneggiatore e scenografo tedesco (Monaco di Baviera, n. 1967)

## Saltatori con gli sci(2)
- Philipp Aschenwald, saltatore con gli sci austriaco (n. 1995)
- Philipp Raimund, saltatore con gli sci tedesco (n. 2000)

## Sciatori alpini(7)
- Philipp Kälin, sciatore alpino svizzero (n. 2002)
- Philipp Käslin, ex sciatore alpino svizzero (n. 1981)
- Philipp Lackner, ex sciatore alpino austriaco (n. 2000)
- Philipp Schmid, ex sciatore alpino tedesco (Lindenberg im Allgäu, n. 1986)
- Philipp Schörghofer, ex sciatore alpino austriaco (Salisburgo, n. 1983)
- Philipp Schuler, ex sciatore alpino svizzero (n. 1963)
- Philipp Zepnik, ex sciatore alpino tedesco (n. 1988)

## Scrittori(2)
- Philipp Wasserburg, scrittore tedesco (Magonza, n. 1827 - Gonsenheim, † 1897)
- Philipp Vandenberg, scrittore, giornalista e storico dell'arte tedesco (Breslavia, n. 1941)

## Snowboarder(1)
- Philipp Schoch, snowboarder svizzero (Winterthur, n. 1979)

## Storici(2)
- Filippo Cluverio, storico e geografo tedesco (Danzica, n. 1580 - Leida, † 1622)
- Philipp Jaffé, storico, filologo e diplomatista tedesco (Schwersenz, n. 1819 - Wittenberg, † 1870)

## Tennisti(4)
- Philipp Kohlschreiber, ex tennista tedesco (Augusta, n. 1983)
- Philipp Marx, ex tennista tedesco (Biedenkopf, n. 1982)
- Philipp Oswald, ex tennista austriaco (Feldkirch, n. 1986)
- Philipp Petzschner, ex tennista tedesco (Bayreuth, n. 1984)

## Teologi(3)
- Philipp van Limborch, teologo olandese (Amsterdam, n. 1633 - Amsterdam, † 1712)
- Philipp Konrad Marheineke, teologo tedesco (Hildesheim, n. 1780 - Berlino, † 1846)
- Philipp Jacob Spener, teologo tedesco (Ribeauvillé, n. 1635 - Berlino, † 1705)

## Umanisti(1)
- Nicodemus Frischlin, umanista, filologo e drammaturgo tedesco (Erzingen, n. 1547 - Urach, † 1590)

## Vescovi cattolici(3)
- Philipp Friedrich von Breuner, vescovo cattolico austriaco (Győr, n. 1597 - Vienna, † 1669)
- Filippo del Palatinato, vescovo cattolico tedesco (Heidelberg, n. 1480 - Frisinga, † 1541)
- Philipp Gotthard von Schaffgotsch, vescovo cattolico boemo (Warmbrunn, n. 1716 - Jauernig, † 1795)

## Zoologi(2)
- Philipp Bertkau, zoologo e aracnologo tedesco (Colonia, n. 1849 - Bonn, † 1894)
- Philipp Ludwig Statius Müller, zoologo tedesco (Esens, n. 1725 - Erlangen, † 1776)

## Senza attività specificata(2)
- Philipp Kundratitz, ex snowboarder austriaco (Innsbruck, n. 1995)
- Philipp Wäffler, ex pentatleta svizzero (Sciaffusa, n. 1971)